# L'incantevole Creamy/Ciao Ciao
L'incantevole Creamy/Ciao Ciao è il tredicesimo singolo discografico di Cristina D'Avena, pubblicato nel 1985.

## Descrizione
Il brano L'incantevole Creamy è la sigla di apertura e chiusura dell'anime omonimo, scritto da Alessandra Valeri Manera su musica e arrangiamento di Giordano Bruno Martelli. La base musicale fu utilizzata anche per la trasmissione francese dell'anime, dal titolo Creamy, merveilleuse Creamy e per quella spagnola, rinominata in El broche encantado. Sul lato B del 45 giri francese è incisa la versione strumentale.
Nel 2017 l'artista incide la canzone in una nuova versione nell'album Duets - Tutti cantano Cristina con Francesca Michielin.
Ciao Ciao è stata la prima sigla del contenitore per bambini Ciao Ciao, scritto dagli autori già citati. Durante l'interludio vengono utilizzati vari strumenti, come il pianoforte prima della terza strofa, la pedal steel guitar prima della quarta, lo xiao e il pipa prima dell'ultima.
Il brano a tutt'oggi risulta inedito su supporti discografici digitali, non essendo mai stato inserito in alcuna compilation della cantante, pare a causa del fatto che il master originale del brano sia andato perduto, come dichiarato dall'interprete in diverse interviste.

## Tracce
Lato A
1. L'incantevole Creamy – 2:43 (testo: Alessandra Valeri Manera – musica: Giordano Bruno Martelli; edizioni musicali Canale 5 Music)

Lato B
1. Ciao Ciao – 4:07 (testo: Alessandra Valeri Manera – musica: Augusto Martelli; edizioni musicali Canale 5 Music)

## Produzione musicale e formazione dei brani

### L'incantevole Creamy
- Giordano Bruno Martelli – produzione e arrangiamento, direzione orchestra
- Tonino Paolillo – Registrazione e mixaggio al Mondial Sound Studio, Milano
- Orchestra di Giordano Martelli – esecuzione brano
- i Piccoli Cantori di Milano – cori
- Niny Comolli – direzione cori
- Laura Marcora – direzione cori

### Ciao Ciao
- Augusto Martelli – produzione e arrangiamento, direzione orchestra
- Tonino Paolillo – Registrazione e mixaggio al Mondial Sound Studio, Milano
- Orchestra di Augusto Martelli – esecuzione brano
- il Piccolo Coro dell'Antoniano – cori
- Mariele Ventre – direzione coro

### L'incantevole Creamy (versione 2017)
- Davide Tagliapietra – chitarre, programmazione, produzione, arrangiamento e registrazione a ilBunker, Milano
- Will Medini – arrangiamento, tastiere, piano, programmazione e arrangiamento archi
- Marco Barusso – Mixaggio a BRX Studio, Milano
- Dario Valentini – Assistente di studio
- Alessandro "Gengy" Di Guglielmo – Mastering a Elettroformati, Milano

## Pubblicazioni all'interno di album e raccolte
L'incantevole Creamy è stato inserito all'interno di numerose raccolte della cantante a differenza di Ciao Ciao che è inedita su CD
| Anno | Album                                                                           | Titolo               | Versione                                                               |
| ---- | ------------------------------------------------------------------------------- | -------------------- | ---------------------------------------------------------------------- |
| 1985 | Fivelandia 3                                                                    | L'incantevole Creamy | Versione originale                                                     |
| 1987 | Cristina D'Avena con i tuoi amici in TV                                         | L'incantevole Creamy | Versione originale                                                     |
| 1987 | Fivelandia Collection                                                           | L'incantevole Creamy | Versione originale                                                     |
| 1987 | Fivelandia TV                                                                   | L'incantevole Creamy | Videoclip utilizzato per la trasmissione televisiva                    |
| 1995 | Fivelandia 13                                                                   | L'incantevole Creamy | Versione originale                                                     |
| 1997 | L'amore è magia                                                                 | L'incantevole Creamy | Versione originale                                                     |
| 2002 | Le canzoni più belle                                                            | L'incantevole Creamy | Versione originale                                                     |
| 2002 | Greatest Hits                                                                   | L'incantevole Creamy | Versione originale                                                     |
| 2002 | Greatest Hits - Vol. 1                                                          | L'incantevole Creamy | Versione originale                                                     |
| 2004 | Cartoon Story                                                                   | L'incantevole Creamy | Versione originale                                                     |
| 2006 | Fivelandia 3 & 4                                                                | L'incantevole Creamy | Versione originale                                                     |
| 2006 | Fivelandia 3                                                                    | L'incantevole Creamy | Versione originale                                                     |
| 2007 | Che magia!                                                                      | L'incantevole Creamy | Versione originale                                                     |
| 2008 | Boing Music Compilation                                                         | L'incantevole Creamy | Versione originale                                                     |
| 2009 | Cartoonlandia - Basi musicali                                                   | L'incantevole Creamy | Base musicale con coro                                                 |
| 2009 | Boing Cartoon Compilation                                                       | L'incantevole Creamy | Versione originale                                                     |
| 2009 | Cristina for You                                                                | L'incantevole Creamy | Versione originale                                                     |
| 2010 | Cristina for You                                                                | L'incantevole Creamy | Versione originale                                                     |
| 2011 | Il meglio di Cristina D'Avena                                                   | L'incantevole Creamy | Versione originale                                                     |
| 2012 | 30 e poi... - Parte prima                                                       | L'incantevole Creamy | Versione originale. Prima pubblicazione su CD in versione stereofonica |
| 2013 | 30 e poi... - Parte seconda                                                     | L'incantevole Creamy | Versione strumentale originale                                         |
| 2015 | Fivelandia Story                                                                | L'incantevole Creamy | Versione originale                                                     |
| 2015 | Cristina D'Avena                                                                | L'incantevole Creamy | Versione originale                                                     |
| 2016 | #le sigle più belle                                                             | L'incantevole Creamy | Versione originale                                                     |
| 2017 | I grandi classici - Le sigle storiche dei cartoni di Canale 5, Italia 1, Rete 4 | L'incantevole Creamy | Versione originale                                                     |
| 2017 | Duets - Tutti cantano Cristina                                                  | L'incantevole Creamy | Versione 2017 in duetto con Francesca Michielin                        |
| 2018 | #le sigle più belle                                                             | L'incantevole Creamy | Versione originale                                                     |
| 2018 | Le più belle sigle TV di Bim Bum Bam                                            | L'incantevole Creamy | Versione originale                                                     |
| 2018 | Fivelandia Reloaded - Volume 3                                                  | L'incantevole Creamy | Versione originale                                                     |